# اختلاف انطولوجي
الاختلاف الأنطولوجي، في الفلسفة، هو عبارة عن أسلوب كلام، يعنى به رسم الفرق الذي يميز الكينونة عن الكيان. ويشير هذا التعبير إلى قضايا وجودية يعود تاريخها إلى ابن سينا. ويستخدم في الفلسفة المعاصرة، وخاصة من قبل مارتن هايدغر للتأكيد على عدم قابلية اختزال الكينونة إلى أي كيان كان، حتى الأكثر علوا ومثالية. الكينونة، كما يشير اليها هايدغر، ليست كيان: في هذه الصيغة، التي تبدو ابتدائية، يلعب دورا حاسما كلمة «يكون»، التي، في حين تميز الكينونة عن الكيان، فإنها تعبر عن العلاقة الأساسية بينهما. الاختلاف الأنطولوجي، في الواقع، ليس شرط انفصال. لأن الكينونة والكيان مرتبطان ارتباطا وثيقا بينهما والكينونة ليست الا ما يحدث في الكيان.